# Pinos (Zacatecas)
Pinos é um município do estado de Zacatecas, no México.

## Demografia
O censo populacional de 2000 estimou uma população de 64,415 habitantes, sendo 37,638 mulheres e 35,513 homens.